# 1224
| 1224               |
| ------------------ |
| Dødsfald - Fødsler |
|                    |

| Gregoriansk kalender | 1224 MCCXXIV            |
| Ab urbe condita      | 1977                    |
| Armensk kalender     | 673 ԹՎ ՈՀԳ              |
| Kinesiske kalender   | 3920 – 3921 癸未 – 甲申 |
| Etiopisk kalender    | 1216 – 1217             |
| Jødisk kalender      | 4984 – 4985             |
| Hindukalendere       |                         |
| - Vikram Samvat      | 1279 – 1280             |
| - Shaka Samvat       | 1146 – 1147             |
| - Kali Yuga          | 4325 – 4326             |
| Iransk kalender      | 602 – 603               |
| Islamisk kalender    | 621 – 622               |

Regent i Danmark: Valdemar Sejr 1202-1241, medkonge fra 1232 Erik Plovpenning
Se også 1224 (tal)

## Begivenheder
- 10. september - Franciskanerordenen, grundlagt i 1209 af Frans af Assisi, kommer til England. De blev oprindelig kaldt de grå brødre på grund af farven på deres klædning (nutidens franciskanerdragt er imidlertid brun)